# Województwo wileńskie (I Rzeczpospolita)

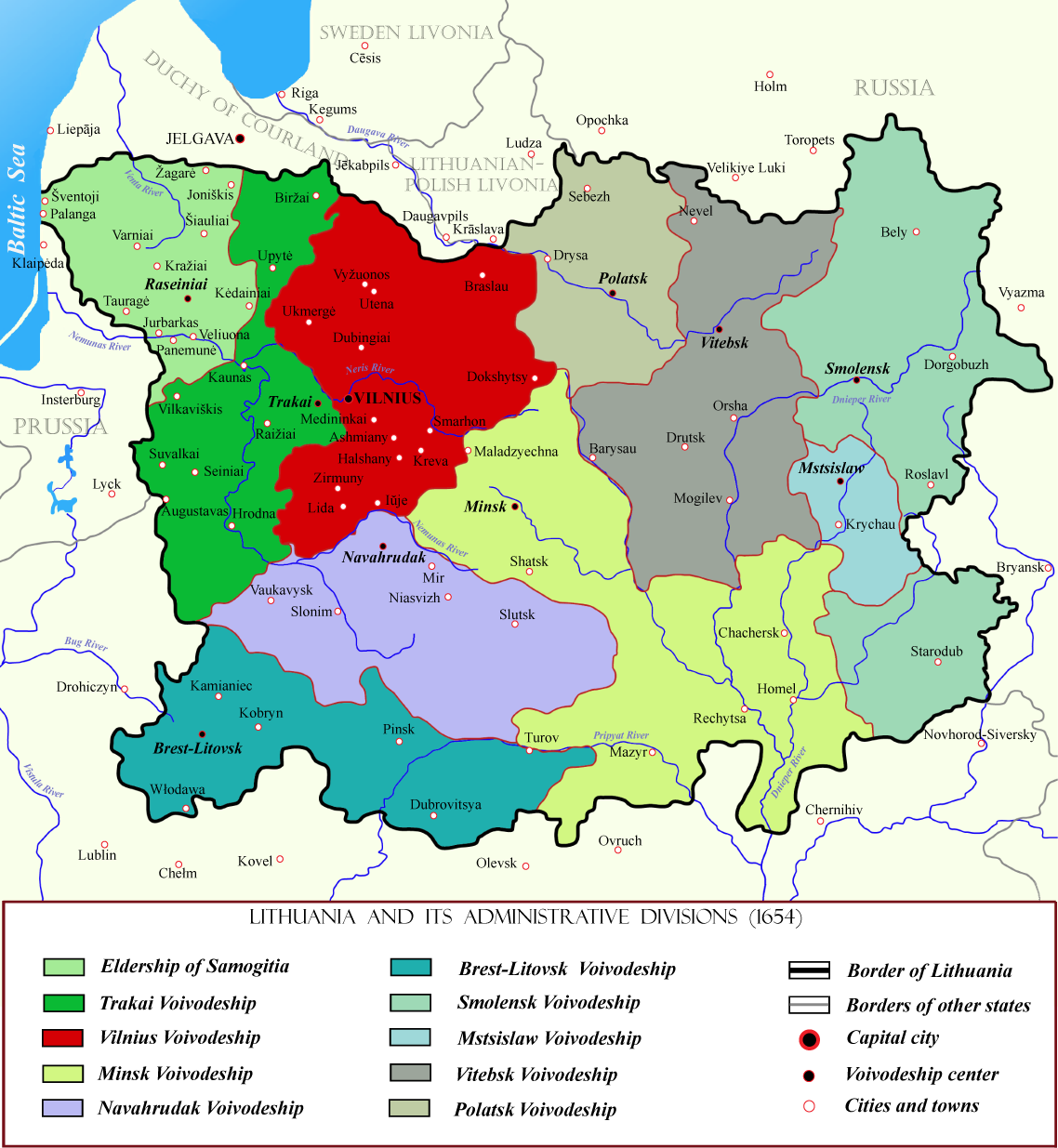
     Położenie województwa wileńskiego na mapie Wielkiego Księstwa Litewskiego
Województwo wileńskie (łac. Palatinatus Wilnensis) – województwo I Rzeczypospolitej istniejące w latach 1413–1795 ze stolicą w Wilnie; wchodziło w skład Wielkiego Księstwa Litewskiego.
Dzieliło się na 5 powiatów:
- powiat wileński (ok. 6 tys. km²)
- powiat oszmiański (ok. 16 tys. km²)
- powiat lidzki (ok. 5,2 tys. km²)
- powiat wiłkomierski (ok. 9 tys. km²)
- powiat brasławski (ok. 5,5 tys. km²)

Województwo wileńskie posiadało w senacie trzech senatorów większych: biskupa, wojewodę i kasztelana wileńskiego.

## Wojewodowie
- Jan Hlebowicz (od 1542)
- Krzysztof Radziwiłł Piorun (od 1584)
- Mikołaj Krzysztof Radziwiłł (od 1604)
- Lew Sapieha (od 1621)
- Krzysztof Radziwiłł (od 1633)
- Janusz Tyszkiewicz Skumin (1640-1642)
- Krzysztof Chodkiewicz (od 1642)
- Janusz Radziwiłł (od 1653)
- Paweł Jan Sapieha (od 1656)
- Michał Kazimierz Radziwiłł (od 1667)
- Michał Kazimierz Pac (od 1669)
- Kazimierz Jan Sapieha (od 1705)
- Ludwik Konstanty Pociej (od 1722)
- Michał Kazimierz Radziwiłł (od 1744)
- Karol Stanisław Radziwiłł (1762-1764 i 1768-1790)
- Michał Hieronim Radziwiłł (od 1790)